# Anno 1503
Anno 1503: The New World (phát hành dưới tên gọi 1503 A.D.: The New World ở Bắc Mỹ) là một game mô phỏng xây dựng và quản lý do hãng Max Design phát triển và Sunflowers Interactive phát hành vào năm 2002. Đây là một phần của dòng game Anno, và là phần tiếp theo trực tiếp của Anno 1602, trò chơi thành công nhất về mặt thương mại của Đức từ năm 2002. Anno 1503 xoay quanh việc xây dựng và duy trì một thuộc địa trong thế kỷ 16 ở Tân thế giới.
Giống như phiên bản tiền nhiệm, trò chơi đã thành công ở thị trường Đức và trở thành tựa game máy tính bán chạy nhất năm 2002. Đến năm 2006, doanh số toàn cầu của trò chơi đã đạt 2 triệu bản, với hơn 750.000 bản được bán tại các vùng lãnh thổ nói tiếng Đức. Tiếp theo là bản mở rộng, Treasures, Monsters & Pirates được phát hành vào năm 2004, và phần tiếp theo: Anno 1701.

## Lối chơi
Anno 1503 bắt đầu với việc người chơi điều khiển một con tàu chứa đầy nhân lực và vật lực đi tìm kiếm một hòn đảo để định cư. Sau khi tìm thấy một địa điểm phù hợp thì đó cũng là lúc việc xây dựng thành phố bắt đầu. Tài nguyên ban đầu như thực phẩm và vải, nhưng tiến triển thành các loại hàng hóa phức tạp hơn và khác nhau. Cuối cùng, công dân trở thành quý tộc, và yêu cầu ít nhất mười loại hàng hóa và nhiều dịch vụ khác nhau, chẳng hạn như tiếp cận một nhà thờ lớn hoặc nhà tắm. Trò chơi được xây dựng xung quanh một người chơi và ba máy tính. Giống như Anno 1602, các máy tính có khả năng tiến bộ dần trong game, có nghĩa là chúng tiến lên cùng với người chơi. Người chơi máy tính cũng có cá tính có thể điều chỉnh, mà người chơi được phép tùy chỉnh trước khi bắt đầu game. Mỗi người chơi khác nhau, con người hoặc máy tính, được thể hiện bằng một màu sắc riêng biệt.
Nền kinh tế trong Anno 1503 được xây dựng dựa trên việc cung cấp các hàng hóa khác nhau cho các công dân thuộc địa. Nó bắt đầu với việc tạo ra hàng hóa giá rẻ, và tiến bộ ở cấp độ văn minh xuyên suốt game dẫn đến những chủng loại hàng hóa mới hơn. Vì trò chơi được xây dựng trên các cấp độ văn minh khác nhau (nhà thám hiểm tiên phong, dân định cư, công dân, thương gia, quý tộc), mỗi cấp độ văn minh đòi hỏi nhiều loại hàng hóa hơn và nhiều kỹ năng cân bằng và khéo léo hơn.
Công nghệ trong Anno 1503 bắt đầu ở cấp độ nhà thám hiểm tiên phong. Sau khi cung cấp cho công dân hàng hóa cơ bản như thực phẩm, vải và rượu, họ phát triển thành Settlers (dân định cư), cấp độ văn minh thứ hai. Các cấp độ thứ hai cho phép người định cư của người chơi xây dựng các công trình cao cấp hơn; tuy nhiên, người định cư đòi hỏi nhiều loại hàng hóa hơn để sinh sống lâu dài. Các tòa nhà trong game không nhất thiết phải có chức năng cụ thể cho người chơi, nhưng có hàm ngụ ý hoặc dưới chức năng hiệu quả cho người định cư trong game. Khả năng xây dựng được khuếch đại với sự mở rộng, có nghĩa là dân số lớn hơn có sức mạnh xây dựng hiệu quả hơn.
Hình thức quân sự của bản này phức tạp hơn Anno 1602. Game có hơn bảy loại đơn vị quân khác nhau, trái ngược với Anno 1602 chỉ có bốn loại đơn vị quân. Do đó, trong các trận chiến, trải nghiệm game trở nên khốc liệt hơn khi triển khai các đơn vị khác nhau trở thành chìa khóa trong chiến lược giành chiến thắng của người chơi.
Các công trình kiến trúc trong phiên bản này phong phú hơn so với Anno 1602. Điều này chủ yếu là do khu vực và hòn đảo có độ lớn hơn nhiều lần so với Anno 1602. Do đó, game có nhiều loại đồn điền và sự đa dạng hơn của các trang trại. Với những ngôi nhà và trang trại ban đầu được giới thiệu trong phiên bản trước, tựa game này cũng có nhiều trang trại với sự phong phú về nguồn tài nguyên bao gồm đá quý, tơ tằm, cá voi, dầu đèn, dược liệu, hoa bia, rượu vang, chàm, than, da, muối, tăng thêm cấp độ khó cho lối chơi trong game. Đồ họa công trình và ngôi nhà được cải thiện hơn so với phiên bản tiền nhiệm.

## Phát triển
Anno 1503 bắt đầu phát triển vào tháng 1 năm 1999. Nhà phát hành Sunflowers Interactive đã công bố tựa game này vào tháng 11 năm đó.

## Doanh số
Kỳ vọng thương mại cho Anno 1503 rất cao, vì tiền thân của nó, Anno 1602, là thành công lớn nhất từ trước đến nay của thị trường Đức vào năm 2002. Các nhà bán lẻ đã mua trước 450.000 bản game trước ngày ra mắt, và nó đã trở thành một điểm nhấn "thống trị" các bảng xếp hạng ở các nước nói tiếng Đức trong những tháng đầu tiên phát hành, theo 4players. Nó xuất hiện ở vị trí số 1 trên bảng xếp hạng doanh số trò chơi máy tính hàng tuần của GfK dành cho thị trường Đức, sau khi phát hành tựa game vào ngày 25 tháng 10. Anno 1503 đã tiến hành khẳng định vị trí đầu tiên trên bảng xếp hạng Media Control của công ty Đức trong cả tháng, sau khi đạt doanh số nội địa 115.000 bản trong ba ngày đầu tiên. Tim Pototzki của GamesMarkt đã viết rằng hiệu suất ban đầu của trò chơi "làm kinh ngạc" nước Đức. Verband der Unterhaltungssoftware Deutschland (VUD) đã sớm trao danh hiệu "Vàng" cho trò chơi, cho thấy doanh số của ít nhất 100.000 đơn vị trên khắp Đức, Thụy Sĩ và Áo. Anno 1503 đã hoàn thành bảy ngày đầu tiên với tổng doanh số 160.000 bản tại thị trường Đức, và tiếp tục giữ vị trí số 1 trên bảng xếp hạng của GfK trong tuần thứ hai và thứ ba.
Vào ngày 15 tháng 11, Sunflowers tiết lộ rằng doanh số Anno 1503 ở khu vực Đức đã vượt qua 200.000 bản trong hai tuần rưỡi, và VUD đã trao chứng nhận "Platinum" cho game để phản ánh sự tăng trưởng đó. Trò chơi đã bị đánh bại ở vị trí thứ hai trên bảng xếp hạng của GfK bởi Age of Mythology và Harry Potter and the Chamber of Secrets trong tuần thứ tư và thứ năm, nhưng nó giữ vị trí số 1 trên bảng xếp hạng của Media Control cho toàn bộ tháng 11. Đầu tháng 12, Sunflowers đã công bố chiến dịch quảng cáo truyền hình trị giá 1,4 triệu euro cho Anno trong hai tuần cuối năm 2002, trong nỗ lực thúc đẩy doanh số bán hàng hơn nữa. Đến ngày 17, trò chơi đã bán được 300.000 bản tại thị trường nói tiếng Đức và trở thành tựa game bán chạy nhất năm 2002. Anno 1503 sau đó duy trì vị trí đầu tiên trên bảng xếp hạng của GfK trong ba tuần cuối năm, đang hồi phục từ mức giảm xuống thứ tư trong tuần thứ bảy lên kệ. Media Control đặt tên cho nó là trò chơi máy tính số 1 của tháng 12.
Anno 1503 tiếp tục bán vào năm 2003. GfK đã xếp nó ở vị trí 1 trong hai tuần đầu tiên của tháng 1, và nó đã đạt 360.000 bản được bán ra tại thị trường Đức vào ngày 20. Vào thời điểm đó, 4players đã đưa tin rằng doanh số của trò chơi trong 10 tuần đầu tiên của nó cao hơn 3/4 so với Anno 1602 cùng thời kỳ. Lượng bán ra tại thị trường Đức đã tăng lên 420.000 bản vào giữa tháng 2 và 450.000 bản vào đầu tháng 3. Trên bảng xếp hạng hàng tháng của Media Control, trò chơi vẫn đứng vững vị trí thứ thứ năm cho tháng 2, sau đó được xếp vào top 14 trong bốn tháng nữa. Nó đã duy trì một chuỗi không bị gián đoạn trong top 30 của Media Control vào tháng 9. Trùng với mùa mua sắm năm 2003 và phát hành bản mở rộng Treasures, Monsters, and Pirates, Sunflowers đã giảm giá Anno 1503 xuống còn 29 euro vào tháng 10. Sau đó, nó đã tăng lên vị trí thứ bảy và thứ chín trên bảng xếp hạng của Media Control cho tháng 11 và tháng 12.
Vào tháng 1 năm 2004, VUD đã trao tặng cho Anno 1503 một "Giải thưởng Đặc biệt" cho doanh số trên 500.000 chiếc tại thị trường nói tiếng Đức. Vào thời điểm đó, nó là tựa game máy tính trọn giá nhanh nhất đạt được cột mốc này trong khu vực, một kỷ lục trước đây do Anno 1602 nắm giữ. Media Control xếp thứ 2 cho tháng 1 và thứ 4 cho tháng 2, và nó được xếp hạng trong top 20 và top 30 trong suốt tháng 4, tháng 5, tháng 6 và tháng 7. Doanh số trên toàn thế giới của Anno 1503 đã vượt qua 800.000 bản vào tháng 8, khi hoàn thành thứ 14 trong danh sách của Media Control cho thị trường Đức. Nó tiếp tục bán lẻ ở Đức với mức giá trung bình 29 euro vào thời điểm đó, mà Jörg Langer của GameStar đã viết là "bất thường gần hai năm sau khi phát hành — hầu hết các game đều dịch chuyển góc ngân sách sau nửa năm và sau hai năm để mặc cả từng đồng xu cắc bạc." Trò chơi vẫn nằm trong bảng xếp hạng doanh số của Đức vào năm 2006, tại thời điểm đó nó đã bán được hơn 2 triệu bản trên toàn thế giới và 750.000 bản ở các nước nói tiếng Đức. Theo GamesMarkt, Anno 1503 cuối cùng đã bán được hơn một triệu bản game chỉ riêng tại thị trường Đức.